# Ignácz Klein

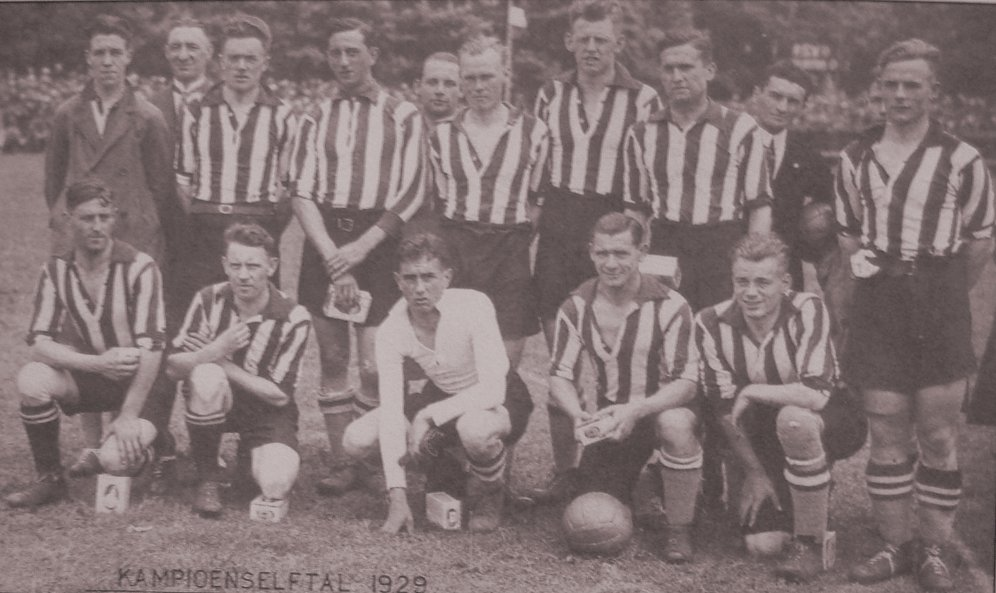
Het kampioenselftal van PSV 1928/29 met staand tweede van rechts met bal masseur Ignácz Klein

Ignácz Klein (Piliscsaba, 14 april 1897 – Auschwitz, 31 januari 1943) was Hongaars-Nederlands voetbalcoach, masseur en Holocaustslachtoffer.
Klein werd in Hongarije geboren als zoon van Mór Klein die paardenhandelaar was en Fáni Grünfeld die landbouwproducten verkocht. Hij studeerde in Boedapest massage en heilgymnastiek. Hij voetbalde daar bij Ferencváros. Tussen 1918 en 1921 verbleef hij in Kežmarok. Eind december 1921 kwam hij in Nederland, eerst in Tilburg en vanaf juli 1922 woonde hij in Eindhoven. In Tilburg werd als zijn beroep technieker vermeldt, in Eindhoven administrateur. Vanaf 1924 trainde hij in Valkenswaard VV De Valk. Klein, wiens voornaamste kwaliteit de conditietraining was, werd met het gepromoveerde De Valk vijfde in de Eerste klasse. In de zomer van 1925 trainde hij tevens HVV Helmond. In het seizoen 1925/26 vielen de resultaten tegen en met een tiende plaats degradeerde De Valk. Klein vertrok hierna. In zijn periode in Valkenswaard was Klein tevens actief als handelaar in sportartikelen.
In Eindhoven begon Klein vervolgens een praktijk in massage en heilgymnastiek. Tevens bleef hij actief in de handel in sportartikelen. In het seizoen 1927/28 was hij trainer van PSV en bij de club tevens actief als masseur. In het seizoen 1928/29 was hij als trainer vervangen door Joop Klein Wentink maar was aangebleven als masseur en maakt zo de eerste landstitel van de Eindhovense club mee. In 1930 vertrok hij bij PSV.
In 1934 keerde hij terug als trainer bij De Valk. Met de club werd hij in 1938 kampioen in de tweede klasse maar promoveerde niet. In 1940 tijdens de noodcompetitie won hij met de club de Dennenheuvelbeker en de Zilveren Valk. Klein was in het seizoen 1935/36 tevens actief als trainer van Helmondia waarmee hij ongeslagen kampioen werd in de Derde klasse F en vervolgens wist te promoveren naar de Tweede klasse. Zowel in het seizoen 1935/36 als in 1940 was hij trainer van Bladella. Bij alle clubs trainde hij meerdere elftallen.
In 1925 huwde Klein in Eindhoven met Julia Silverenberg. Het echtpaar kreeg drie kinderen. Eind 1940 kreeg hij tuberculose en omdat hij niet kon werken, raakte het gezin in de financiële problemen. De eigenaar liet het gezin in het huurhuis wonen. Op 17 september 1942 werd het Joodse gezin Klein afgevoerd naar Kamp Westerbork. Op 21 september werden zij naar Auschwitz getransporteerd waar zijn vrouw en twee jongste kinderen (tien en twee jaar oud) op 24 september vermoord werden. Samen met zijn oudste zoon (zestien jaar) werd Klein op 31 januari 1943 omgebracht, hij is dan 45 jaar oud. Het gezin Klein staat vermeld op het Anne Frankmonument in het Anne Frankplantsoen en in de Binnenwiertzstraat in Eindhoven zijn Stolpersteine aangebracht.